# Подречани
Подречани (словац. Podrečany) — село, громада округу Лученець, Банськобистрицький край, центральна Словаччина, регіон Новоград. Кадастрова площа громади — 11,62 км².
Населення 540 осіб (станом на 31 грудня 2017 року).

## Історія
Подречани згадуються в 1393 році.

## Географія
Протікає річка Псота.

## Населення
| Рік:            | 1994. | 2004.   | 2014.   | 2024.    |
| --------------- | ----- | ------- | ------- | -------- |
| Кількість осіб: | 563   | 599     | 565     | 508      |
| Різниця:        |       | +6,39 % | -5,67 % | -10,08 % |

| Рік:            | 2023. | 2024.   |
| --------------- | ----- | ------- |
| Кількість осіб: | 519   | 508     |
| Різниця:        |       | -2,11 % |